# Clara Rönning
Clara Rönning, född 1880, död 1929, var en svensk textilkonstnär och vävpedagog.
Rönning var syster till Mia Göran och Hilma Persson-Hjelm.   
Hon studerade vid Tekniska skolan i Stockholm och utbildade sig även till vävlärare. Hon kompletterade sin utbildning med textilkurser både i Borås och Stockholm. Hon behärskade alla vävtekniker och var erkänt duktig på att sätta upp vävar, bland annat hjälpte hon Maja Fjæstad med mer komplicerade uppsättningar. Hon var bland de första i Arvikatrakten som använde en jaquardvävstol. Vid sidan av sitt eget skapande arbetade hon från 1916 som vävlärare vid yrkesskolan i Arvika. Delar av hennes textilkonst visades i utställningen Kvinnorna på Rackstadmuseet i Arvika 1996.